# Halltown (Misuri)
Halltown es una villa ubicada en el condado de Lawrence en el estado estadounidense de Misuri. En el Censo de 2010 tenía una población de 173 habitantes y una densidad poblacional de 318,07 personas por km².

## Geografía
Halltown se encuentra ubicada en las coordenadas 37°11′40″N 93°37′45″O / 37.19444, -93.62917. Según la Oficina del Censo de los Estados Unidos, Halltown tiene una superficie total de 0.54 km², de la cual 0.54 km² corresponden a tierra firme y (0%) 0 km² es agua.

## Demografía
Según el censo de 2010, había 173 personas residiendo en Halltown. La densidad de población era de 318,07 hab./km². De los 173 habitantes, Halltown estaba compuesto por el 100% blancos, el 0% eran afroamericanos, el 0% eran amerindios, el 0% eran asiáticos, el 0% eran isleños del Pacífico, el 0% eran de otras razas y el 0% pertenecían a dos o más razas. Del total de la población el 0% eran hispanos o latinos de cualquier raza.